# Bogolo Kenewendo
Bogolo Kenewendo (ur. 1987 w Motopi) – botswańska polityk. Członkini Zgromadzenia Narodowego Botswany (obrana w procedurze kooptacji) w latach 2016–2018, Minister Handlu i Przemysłu w latach 2018–2019 oraz Minister Minerałów i Energii od listopada 2024 roku.

## Życiorys
Kenewendo urodziła się w 1987 roku w wiosce Motopi w Botswanie.

### Edukacja i kariera zawodowa
Ukończyła studia z ekonomii z tytułem bachelor na Uniwersytecie Botswany, studia na Pitzer College oraz studia magisterskie z ekonomii międzynarodowej na Uniwersytecie Sussex. Studiowała również integrację europejską na Università degli Studi di Roma „Tor Vergata” i filozofię wolności ekonomicznej na Foundation for Economic Education.
Pracowała w konsultingu, była młodzieżową delegatką Botswany do Organizacji Narodów Zjednoczonych. Pracowała w Council on International Educational Exchange. Była ekonomistką w ministerstwie handlu i przemysłu w Ghanie.

### Działalność polityczna
W 2016 roku została najmłodszą w historii członkinią Zgromadzenia Narodowego Botswany. Została wybrana specjalną członkinią, zgodnie z paragrafem 58 Konstytucji Botswany. Zgodnie z nią prezydent przedstawia Zgromadzeniu kandydatury sześciu nowych członków do kooptacji, którzy zostają parlamentarzystami po zgodzie Zgromadzenia. W 2018 roku została mianowana Ministrą Handlu i Przemysłu przez Prezydenta Botswany Mokgweetsiego Masisiego.
W 2021 roku, gdy Wielka Brytania przejęła prezydencję grupy G7, ówczesna Premier Wielkiej Brytanii, Liz Truss, mianowała ją członkinią komitetu doradczego G7 ds. równości płci.
14 listopada 2024 Prezydent Botswany Duma Boko mianował ją Ministrą Minerałów i Energii.

### Pozostała działalność
W 2018 roku została wymieniona wśród 100 najbardziej wpływowych osób w Afryce przez magazyn New African. Została również bohaterką okładki grudniowego wydania magazynu wspólnie z premierem Etiopii Abiym Ahmedem Alim, zdobywcą Pokojowej Nagrody Nobla Denisem Mukwege oraz egipskim piłkarzem Mohamedem Salahem.
W 2019 roku została członkinią Forum of Young Global Leaders przy Światowym Forum Ekonomicznym.